# Route nationale 358
Die Route nationale 358, kurz N 358 oder RN 358 war von 1933 bis 1973 eine französische Nationalstraße, die Valenciennes mit Solesmes verband. Ihre Länge betrug 21 Kilometer.